# Peñaranda de Duero
Peñaranda de Duero település Spanyolországban, Burgos tartományban. Peñaranda de Duero Brazacorta, Langa de Duero, La Vid y Barrios, San Juan del Monte, Hontoria de Valdearados és Arandilla községekkel határos. Lakosainak száma 465 fő (2024).

## Népesség
A település népessége az utóbbi években az alábbiak szerint változott:
| Lakosok száma | 592  | 583  | 551  | 578  | 576  | 572  | 540  | 528  | 511  | 465  |
|               | 2001 | 2004 | 2006 | 2009 | 2011 | 2014 | 2016 | 2019 | 2021 | 2024 |